# اندیس سیلیس همیرد
سیلیس همیرد یک اندیس غیرفلزی است که در حوالی شهر جام استان سمنان قرار دارد و مادهٔ معدنی موجود در آن، سیلیس است.  